# Pietro Paolo Eustachi
Pietro Paolo Eustachi (1580–1622) foi um prelado católico romano que serviu como bispo de Boiano (1613–1622).

## Biografia
Pietro Paolo Eustachi nasceu em 1580. No dia 15 de julho de 1613, foi nomeado pelo Papa Paulo V como Bispo de Boiano. Serviu como Bispo de Boiano até à sua morte em 1622.